# Still a G Thang
Still a G Thang è un brano musicale rap di Snoop Dogg, pubblicato come primo singolo per la No Limit Records ed estratto dall'album Da Game Is to Be Sold, Not to Be Told. Il brano ha ottenuto un ottimo successo discografico, riuscendo a raggiungere la posizione numero 19 della Billboard Hot 100.
Il video musicale prodotto per Still a G Thang è anche la colonna sonora per il cortometraggio del 1998 interpretato da Snoop Dogg Da Game of Life, diretto da Michael Martin.

## Tracce
CD Promo
1. Still a G Thang (Radio Version) - 4:02
2. Still a G Thang (Instrumental Version) - 4:48

12" Vinile
1. Still a G Thang (Radio Version)
2. Still a G Thang (Street Version)
3. Full Fledged Pimpin'
4. Still a G Thang (Instrumental)

## Classifiche

### Classifiche settimanali
| Classifica (1998)         | Posizione massima |
| ------------------------- | ----------------- |
| Stati Uniti               | 19                |
| Stati Uniti (R&B/Hip-Hop) | 16                |